# ASIOS
ASIOS（アシオス）は、2007年に発足した超常現象の懐疑的な調査を目的に活動する日本の団体。名称は「Association for Skeptical Investigation of Supernatural」（超常現象の懐疑的調査のための会）の頭文字に由来する。会長は発起人でもある本城達也で、発起人メンバーには他に石川幹人、皆神龍太郎らが名を連ねる。「超常現象が好きなメンバーが集まり、真相を追究していくこと」を目的に掲げており「疑似科学批判を行うような啓蒙を目的とした団体」ではないとしているが、年少者向けに懐疑的な思考や調査方法を広めるジュニア・スケプティックの普及活動も行っている。

## 発足経緯・コンセプト
以前は本城一人で超常現象について調査していたが個人による調査には限界があり、海外には超常現象を調べる団体がすでに存在していたことから、知り合いに声をかけASIOSを結成したという。
従来の超常現象否定論者にしばしば見られた頭ごなしに否定する姿勢には批判的で、「分からないから調べる」という立場を強調している。会長は各執筆者に「分からなければ無理せず、正直に分からないと書いてください」と依頼しているといい、結果、ASIOSの著書には、調査結果が記されていても、未解明のままになっている項目も含まれている。
NHKのテレビ番組『幻解!超常ファイル ダークサイド・ミステリー』はその書籍版の冒頭で、「ASIOS（超常現象の懐疑的調査のための会）とその会長・本城達也さんをはじめ、超常現象が大好きだからこそ徹底的に調査・研究・収集してきた世界中の先人たちに、厚く感謝申し上げます」と謝辞を捧げている通り、「超常現象が大好きだからこそ徹底的に調査・研究・収集してきた世界中の先人たち」の例にASIOSを挙げている。

## メンバー
メンバーは以下の17人である。なお公式サイトでは、2009年に死去した志水一夫もリサーチ会員として掲載されている。以下、略歴で挙げる著書・訳書やメディア対応は、主として超常現象・疑似科学・偽史関連のものである。

### 運営委員
本城達也
設立時から会長を務める。ファフロツキーズが話題となった際にASIOS会長として『東京新聞』の取材に応じているほか、『週刊現代』の超常現象特集では「超常現象研究家」という肩書きで取材に応じている。
蒲田典弘
ジュニア・スケプティック啓蒙部門の統括責任者。共著に『これってホントに科学 ?』『ホントにあるの ? ホントにいるの ?』（かもがわ出版）がある。『週刊現代』の特集での肩書きは「ロズウェル事件研究家」となっている。
ナカイサヤカ
翻訳家で、訳書に『超常現象を科学にした男 J.B.ラインの挑戦』（紀伊國屋書店）などがある。ASIOSにおいても翻訳を担当。『週刊現代』の特集では、「海外の遺跡に詳しい翻訳家で超常現象研究家」とされている。
横山雅司
アマチュア動物研究家で、著書に『極限世界のいきものたち』（彩図社）がある。『週刊現代』では「未確認生物に詳しいイラストレーター」と紹介された。

### リサーチ会員
石川幹人
明治大学情報コミュニケーション学部教授（2016年7月時点）。日本超心理学会運営委員。著書に『超心理学』（紀伊國屋書店）や『なぜ疑似科学が社会を動かすのか』（PHP新書）などがあり、水素水の宣伝的言説の虚偽性について取材に応じたこともある。
加門正一
電子情報通信学会フェロー。専門は光情報工学。著書に『江戸「うつろ舟」ミステリー』（楽工社）、共著に『新・トンデモ超常現象60の真相』（楽工社 / 文芸社文庫）などがある。
羽仁礼
ノンフィクション作家。占星術研究家。一般社団法人潜在科学研究所主任研究員。著書に『超常現象大事典』（成甲書房）、『図解西洋占星術』（新紀元社）など。サイゾーが運営するwebサイト「TOCANA」にも寄稿している。
原田実
古代史・偽史研究家。と学会会員。著書に『トンデモニセ天皇の世界』（文芸社）、『オカルト「超」入門』・『江戸しぐさの終焉』（いずれも星海社新書）などがある。
蛭川立
明治大学情報コミュニケーション学部准教授（2016年7月時点）。明治大学意識情報学研究所代表。
皆神龍太郎
疑似科学ウォッチャー。と学会運営委員。著書に『ダ・ヴィンチ・コード最終解読』（文芸社）、『あなたの知らない都市伝説の真実』（学研パブリッシング）などがある。
山本弘
SF作家。元と学会会長。と学会からの脱退以降は、疑似科学ウォッチャーとしての活動をASIOSにおいて行うとしている。著書に『超能力番組を10倍楽しむ本』（楽工社）、『ニセ科学を10倍楽しむ本』（楽工社 / ちくま文庫）など。

### 客員
秋月朗芳
同人誌『UFO手帖』『Spファイル』の編集長。
佐藤健寿
ウェブサイト「X51.ORG」の運営者。著書に『X51.ORG THE ODYSSEY』（講談社）などがある。
寺薗淳也
会津大学先端情報科学センター准教授（2016年7月時点）。著書に『惑星探査入門』（朝日選書）、共訳書に『イケナイ宇宙学』（楽工社）がある。NHKの幻解!超常ファイル ダークサイド・ミステリーでは、藤木文彦とともに「UFOプロファイラー」として紹介されている。
藤野七穂
偽史ウォッチャー。共著に『歴史を変えた偽書』（ジャパンミックス）がある。
若島利和
設立時の副会長だが、多忙のため2009年4月より客員に移行。一般社団法人潜在科学研究所の事務局長を務めており、懐疑論者として取材に応じる際には、そちらの所属を使うことがある。
若島美穂 / 那須野美穂
ハンドルネームはNAZOO。多忙のため2009年4月より客員に移行。2008年に若島利和と結婚。

## 著作

### 単著
ASIOS単独名義の著書としては、以下のものがある。なお、それらのうち、彩図社から刊行されている「『謎解き』シリーズ」について、作家の宮部みゆきは未確認動物 (UMA) に関する本の書評の中で言及し、「モンスターだけでなく、UFO、心霊現象や超古代文明など、不可思議な事象について幅広く基礎的な知識」を得るために「ばっちり参考に」なる文献と紹介している。
また、書籍『NHK幻解!超常ファイル ダークサイド・ミステリー』巻末には、主題ごとに多くの参考資料が掲げられているが、全般的な参考文献として挙げられているのは3点のみ、そのうち最初に挙げられているのがASIOSの『謎解き超常現象』シリーズである。
- ASIOS『謎解き超常現象』彩図社、2009年5月1日。ISBN 978-4-88392-686-2。
  - 検証されているのは、御船千鶴子、ジョー・マクモニーグル、クリスタル・スカル、ムー大陸、ヴォイニッチ手稿、地震雲、ファフロツキーズ、ロズウェル事件など42項目である。
- ASIOS『謎解き超常現象II』彩図社、2010年5月20日。ISBN 978-4-88392-739-5。
  - 検証されているのは、惑星ニビル、ええじゃないか、ホープダイヤモンド、腸チフスのメアリ、水からの伝言、ミトコンドリア・イブ、古代核戦争説、ギザの大ピラミッドなど42項目である。
- ASIOS『謎解き古代文明』彩図社、2011年5月6日。ISBN 978-4-88392-795-1。
  - 検証されているのはナスカの地上絵、コスタリカの石球、ノアの方舟、ネブラ・ディスク、レイライン、タッシリ・ナジェールの宇宙人像、聖徳太子の地球儀、カタカムナ文明など、33項目である。
  - オカルト雑誌『ムー』の書評では、著者たちがエーリッヒ・フォン・デニケンやグラハム・ハンコックらの情報を妄信するような「偏った情報を正すべく編んだもの」で、「冷静かつ懐疑的に調査を行って真相に迫っている」と評されている[2]。
  - 中国語訳され、『古文明解密 33個真相大公開！』（王美娟 訳、台湾東販（中国語版）、2015年6月）として刊行されている（ISBN 9789863317647）[23]。
- ASIOS『謎解き超常現象III』彩図社、2012年5月11日。ISBN 978-4-88392-855-2。
  - 検証されているのはミリン・ダヨ、日月神示、リンカーン大統領とケネディ大統領の共通点、天降異物現象、地球空洞説、ケサランパサラン、ヒバゴン、義経=ジンギスカン説など34項目である。
- ASIOS『謎解き超科学』彩図社、2013年10月24日。ISBN 978-4-88392-957-3。
  - 著者名義はASIOSだが、外部からの特別寄稿者として、菊池聡、黒川ゆき、小波秀雄、道良寧子の4名が協力している[24]。検証されているのは31項目で、うちASIOSメンバーが担当しているのはサブリミナル効果、磁気治療器、ゲルマニウムの健康効果、EM菌、百匹目の猿、インテリジェント・デザイン、健康食品の広告トリックなどである。
- ASIOS『謎解き超常現象IV』彩図社、2014年12月25日。ISBN 978-4-8013-0050-7。
  - 検証されているのは、ユリ・ゲラー、H・G・ウェルズの予言、バミューダ・トライアングル、魂の重さ21グラム、ラエリアン・ムーブメント、デリーの鉄柱など34項目であり、そのうちシャンプレーン湖の怪物チャンプについては、ロバート・バーソロミューが特別寄稿者として検証している。
- ASIOS『「新」怪奇現象41の真相』彩図社、2015年12月24日。ISBN 978-4-8013-0119-1。
  - 古典的な話題から新しい話題まで新旧取り混ぜていた『謎解き超常現象』と比べ、新しい話題を中心的に扱ったとする著書。アポカリプティック・サウンド、黒騎士の衛星、ゲリー・ボーネルの予言、アドルフ・ヒトラーの予言、タリバンを攻撃するUFO型戦闘機、アイスマンの呪いなど41項目が検証されている。
- ASIOS『映画で読み解く「都市伝説」』洋泉社、2016年7月8日。ISBN 978-4-8003-0981-5。
  - 映画に登場する都市伝説を検証するというコンセプトで26項目、コラム4本から成る。ロバート・バーソロミューが特別寄稿者として参加している。
- ASIOS『UFO事件クロニクル』彩図社、2017年8月28日。ISBN 978-4-8013-0252-5。
  - UFO史に名を残す難事件の真相をASIOSが解説したもの。UFO人物辞典や用語集、UFO事件年表など、付随する情報も掲載されている。
- ASIOS『UMA事件クロニクル』彩図社、2018年7月18日。ISBN 978-4-8013-0311-9。
  - UMA（未確認動物）に関する44の事件を年代別に調査したもの。1930年代以前では河童、人魚、ネッシーなどを、1970年代ではヒバゴン、ツチノコ、野人（イエレン）など、1990年代ではオゴポゴ、スカイフィッシュ、チュパカブラなどを取り上げている。

### 再編集版
『謎解き超常現象』『謎解き超常現象II』については、それぞれから項目を抜粋したペーパーバック版『謎解き超常現象 特別編集版』（彩図社、2011年6月30日、ISBN 978-4-88392-797-5）が刊行されている。
また、ペーパーバック版第2弾として、『謎解き 超常現象』シリーズと『謎解き 古代文明』とから23項目を抜粋し、新規に12項目を追加したコンビニ向け廉価版である『謎解き超常現象DX（デラックス）』（彩図社、2013年1月1日、ISBN 978-4-88392-896-5）が刊行されている。
新作書き下ろし5項目および他の著書からの再録を含めた再編集版『謎解き古代文明DX（デラックス）』（彩図社、2014年2月24日、ISBN 978-4-88392-976-4）も出版された。

### 共著
- BUBUKA編集部 編『超常現象＆ミステリー事件の謎』コアマガジン〈CORECOMICS 227〉、2010年11月29日。ISBN 978-4-86252-953-4。
  - まんがとコラム風の記事を組み合わせた謎解き本。ASIOSが監修・協力している。
- ASIOS、奥菜秀次・水野俊平『検証　陰謀論はどこまで真実か　パーセントで判定』文芸社、2011年1月31日。ISBN 978-4-286-10304-4。
  - 陰謀論34項目について検証されている。ASIOSメンバーによる項目は地球温暖化捏造論、ケム・トレイル、田中上奏文、ダイアナ妃謀殺説、アポロ計画陰謀論他。
  - 評論家の立花隆は、GHQとフリーメイソンの関わりを取材した本を評価した際、陰謀一辺倒の見方に染まらないための「解毒剤」の一つとして、本書を挙げている[25]。オカルト雑誌『ムー』の書評でも「情報過多の時代、多くの示唆を与えてくれる一冊」と評されている[26]。このほか、『映画秘宝』[27]、『歴史読本』[28]などでも紹介された。
- ASIOS、アンドリュー・ウォールナー『検証　大震災の予言・陰謀論　“震災文化人たち”の情報は正しいか』文芸社、2011年11月18日。ISBN 978-4-286-11677-8。
  - 東日本大震災を的中させたとする予言者たちの言説や、震災関連の陰謀論についての検証20項目、コラム3本および座談会で構成されている。共著者ウォールナーは震災の海外報道に見られたデマなどについてのコラム1本と座談会に参加。
  - 前書きでは荻上チキ『検証 東日本大震災の流言・デマ』（光文社新書）と重なる話題はあまり採り上げていない旨を断っている。その荻上はASIOSらの本書について、自身の著書では扱っていない話題を採り上げた書として併読を勧めている[29]。本書は『朝日新聞』でも「おすすめ」の本として紹介された[30]。また、J-CASTニュースは、インターネット番組「J-CAST THE FRIDAY」（Ustream/ニコニコ動画）で本書に関連し、ASIOSメンバー出演による番組を放送した（2011年12月16日）[31]。
- ASIOS、菊池聡・山津寿丸『検証　予言はどこまで当たるのか』文芸社、2012年10月15日。ISBN 978-4-286-13144-3。
  - 日本及び世界の予言に関する検証20項目、過去の外れた終末予言一覧、コラム3本および座談会で構成されている。ASIOSメンバーによる担当項目はジョン・タイター、ジョー・マクモニーグル、ジーン・ディクソン、伯家神道の予言、ファティマの聖母などの検証及び終末予言一覧である。
  - 本書については、『ムー』でコンセプトや構成が簡潔に紹介されたほか[32]、共著者の菊池が信州大学教員ということもあり長野県の地方紙『市民タイムス』でも紹介された[33]。その菊池は、自身が編著者となった放送大学テキスト『錯覚の科学』にて、宗教者による終末予言がことごとく外れている話題の参考文献として、本書を挙げている[34]。